# Jing Ulrich

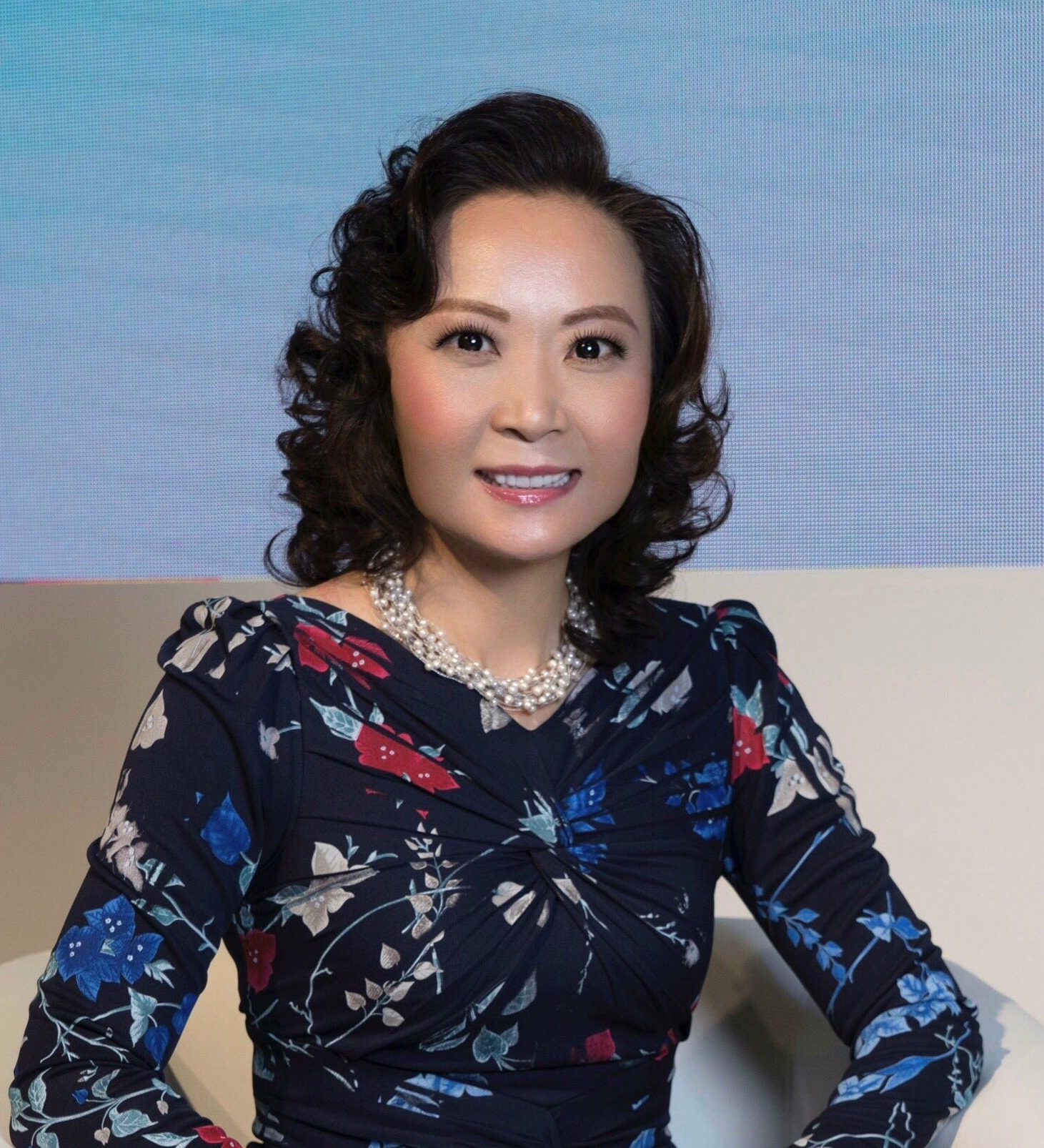
Jing Ulrich (2017)

Jing Ulrich (chinesisch 李晶, Pinyin Lǐ Jīng; * 1967 als Li Jing in Peking, Volksrepublik China) ist eine chinesische Managerin.

## Leben
Ulrich erwarb 1990 einen Bachelor an der Harvard University und 1992 einen Master an der Stanford University. 1990 bezeichnete Elmer Gertz, ein Menschenrechtsaktivist und Protegé Clarence Darrows, in seiner Autobiographie To Life: The Story of a Chicago Lawyer sie als kommende chinesische bedeutende Führungskraft.
Jing Ulrich wohnt in Hongkong, spricht Mandarin und Englisch und ist mit dem Buchautor und früheren Berater Paul Ulrich verheiratet.

## Karriere
Ulrich arbeitete von 2003 bis 2005 bei der Deutschen Bank in China. Zuvor war sie bei Crédit Lyonnais für Asien zuständig. In den USA war sie als Fondsmanager in Washington, D.C. und Bankers Finance Investment tätig.
Sie leitet die Investmentbank JPMorgan Chase in China. Ulrich veranstaltet Investorenkonferenzen in China, bei denen in der Vergangenheit unter anderem Zhu Rongji und Bill Clinton sprachen.
Sie berät auf dem chinesischen Markt auch chinesische Firmen, die im Ausland investieren. Sie wurde zudem mehrfach in nationalen und internationalen Medien befragt und vorgestellt, so bei Maria Bartiromos CNBC-Wirtschaftsmagazin Closing Bell, beim Public Broadcasting Service PBS Nightly Business Report, bei Bloomberg Television sowie in der Financial Times, New York Times und dem Wall Street Journal.

## Auszeichnungen
- 2009 und 2010: Auflistung von Fortune unter den mächtigsten Geschäftsfrauen weltweit[6]